# Acontia grisescens
Acontia grisescens är en fjärilsart som beskrevs av Hans Rebel 1948. Acontia grisescens ingår i släktet Acontia och familjen nattflyn. Inga underarter finns listade i Catalogue of Life.